# Бозович
Бозович (рум. Bozovici) насеље је у Румунији у округу Караш-Северин у општини Бозович. Oпштина се налази на надморској висини од 305 m.

## Прошлост
По "Румунској енциклопедији" насеље се први пут помиње 1484. године. Радило се о властелинској вероватно српској породици Бозовић (или Божовић?). Те године, у време краља Матије Корвина, власник је био Лазар од Бозовића.
Аустријски царски ревизор Ерлер је 1774. године констатовао да место "Посовић" припада Алмажком округу, Оршавског дистрикта. Село има милитарски статус а становништво је било претежно влашко. У месту "Бозовшће" била је православна парохија која припада Мехадијском протопрезвирату. Ту службује 1824. године парох поп Павел Димитријевић са ђаконом, Румуном Христифором Петручаном.

## Становништво
Према подацима из 2002. године у насељу је живело 3321 становника.

### Попис2002.
| Расподела становништва по националности 2002.‍ | Расподела становништва по националности 2002.‍ | Расподела становништва по националности 2002.‍ | Расподела становништва по националности 2002.‍ | Расподела становништва по националности 2002.‍ |
| --------------------------------------------- | --------------------------------------------- | --------------------------------------------- | --------------------------------------------- | --------------------------------------------- |
|                                               |                                               |                                               |                                               |                                               |
| Румуни                                        | Румуни                                        |                                               | 3.144                                         | 94,8%                                         |
| Мађари                                        | Мађари                                        |                                               | 18                                            | 0,5%                                          |
| Роми                                          | Роми                                          |                                               | 84                                            | 2,5%                                          |
| Украјинци                                     | Украјинци                                     |                                               | 4                                             | 0,1%                                          |
| Немци                                         | Немци                                         |                                               | 13                                            | 0,4%                                          |
| Чеси                                          | Чеси                                          |                                               | 54                                            | 1,6%                                          |

### Хронологија
| Година       | 1992 | 1993 | 1994 | 1995 | 1996 | 1997 | 1998 | 1999 | 2000 | 2001 | 2002 | 2003 | 2004 | 2005 | 2006 | 2007 | 2008 | 2009 | 2010 | 2011 | 2012 | 2013 | 2014 | 2015 | 2016 | 2017 |
| ------------ | ---- | ---- | ---- | ---- | ---- | ---- | ---- | ---- | ---- | ---- | ---- | ---- | ---- | ---- | ---- | ---- | ---- | ---- | ---- | ---- | ---- | ---- | ---- | ---- | ---- | ---- |
| Становништво | 3435 | 3423 | 3406 | 3372 | 3326 | 3299 | 3273 | 3252 | 3218 | 3216 | 3249 | 3274 | 3309 | 3308 | 3303 | 3305 | 3308 | 3286 | 3254 | 3216 | 3210 | 3162 | 3122 | 3065 | 2989 | 2959 |